# Kościół w Herning
Kościół w Herning (duń. Herning Kirke) – protestancka świątynia znajdująca się w duńskim mieście Herning.

## Historia
Kościół wzniesiono w latach 80. XIX wieku według projektu Claudiusa Augusta Wiinholta, konsekrowano go 1 grudnia 1889. W 1903 dobudowano zakrystię.

## Architektura i wyposażenie
Świątynia neoromańska, jednonawowa, nieorientowana, z transeptem. 
Wnętrze zdobi ołtarz z lat 1916-1917, autorstwa Joakima Skovgaarda, w którym znajduje się obraz przedstawiający Jezusa Chrystusa stojącego w synagodze pośród Żydów. W zakrystii przechowywany jest starszy ołtarz, wykonany w 1889 przez Hermana A. Kählera.
Na emporze znajdują się 33-głosowe organy wzniesione w 1949 przez przedsiębiorstwo Marcussen & Søn, z trzema manuałami i pedałem.
Na wieży kościoła znajduje się 48-dzwonowy carillon, zawieszony w 1989, w 100. rocznicę poświęcenia kościoła. Został odlany przez francuską ludwisarnię Paccard w Annecy-Le-Vieux. Waży łącznie 8,5 tony, a najcięższy z dzwonów waży 1350 kg.

## Galeria

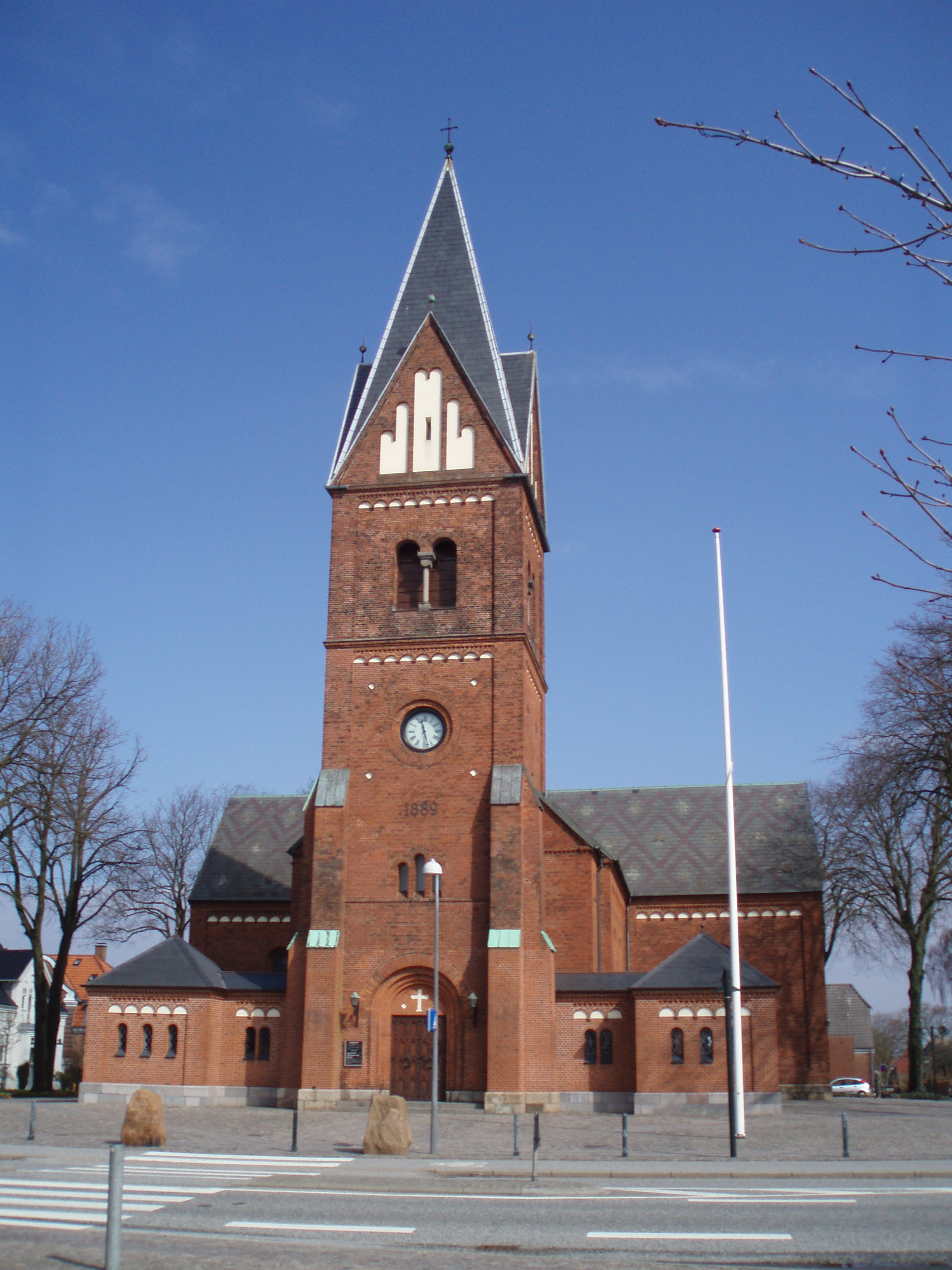
Fasada
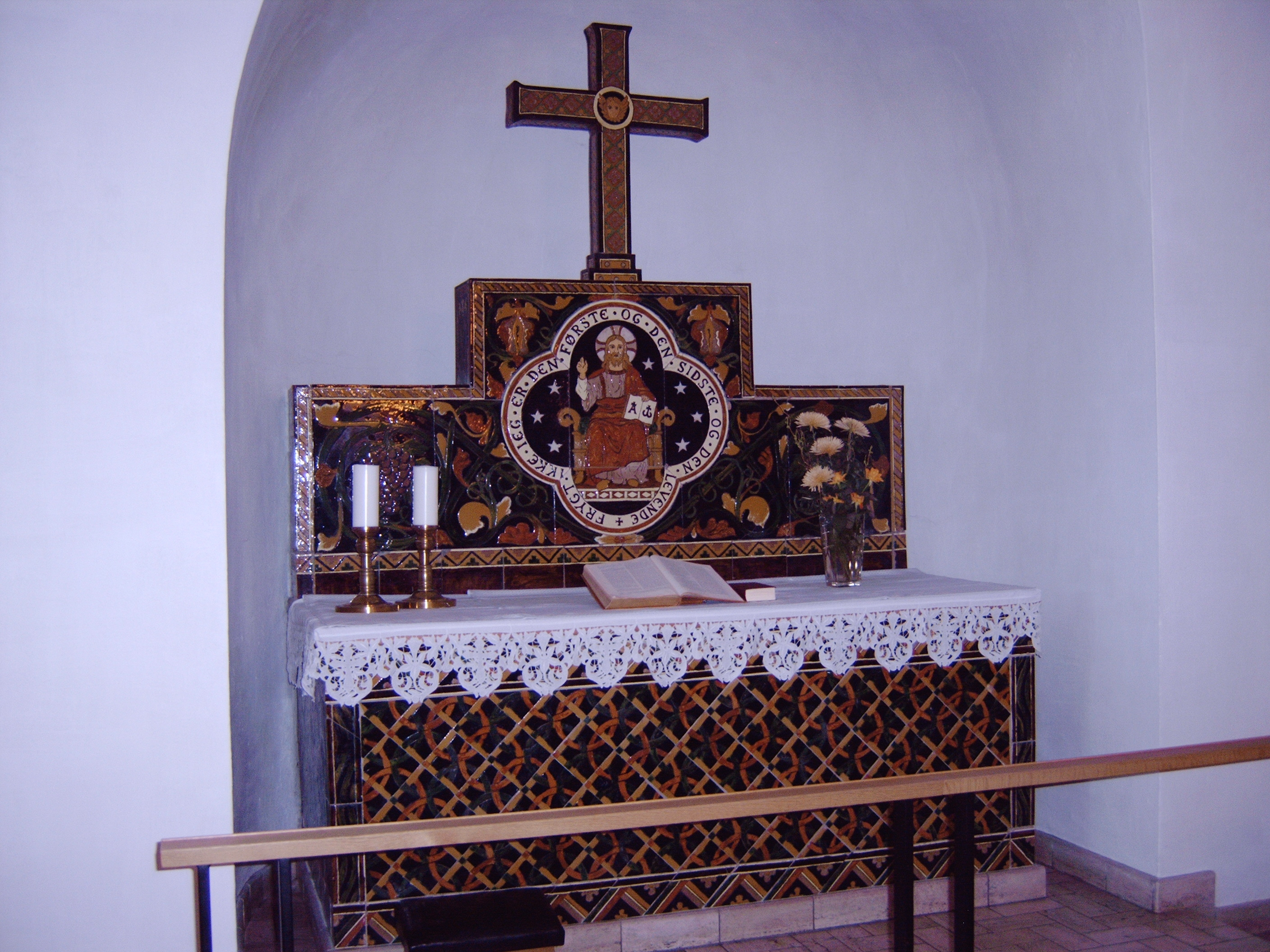
Ołtarz Kählera w zakrystii
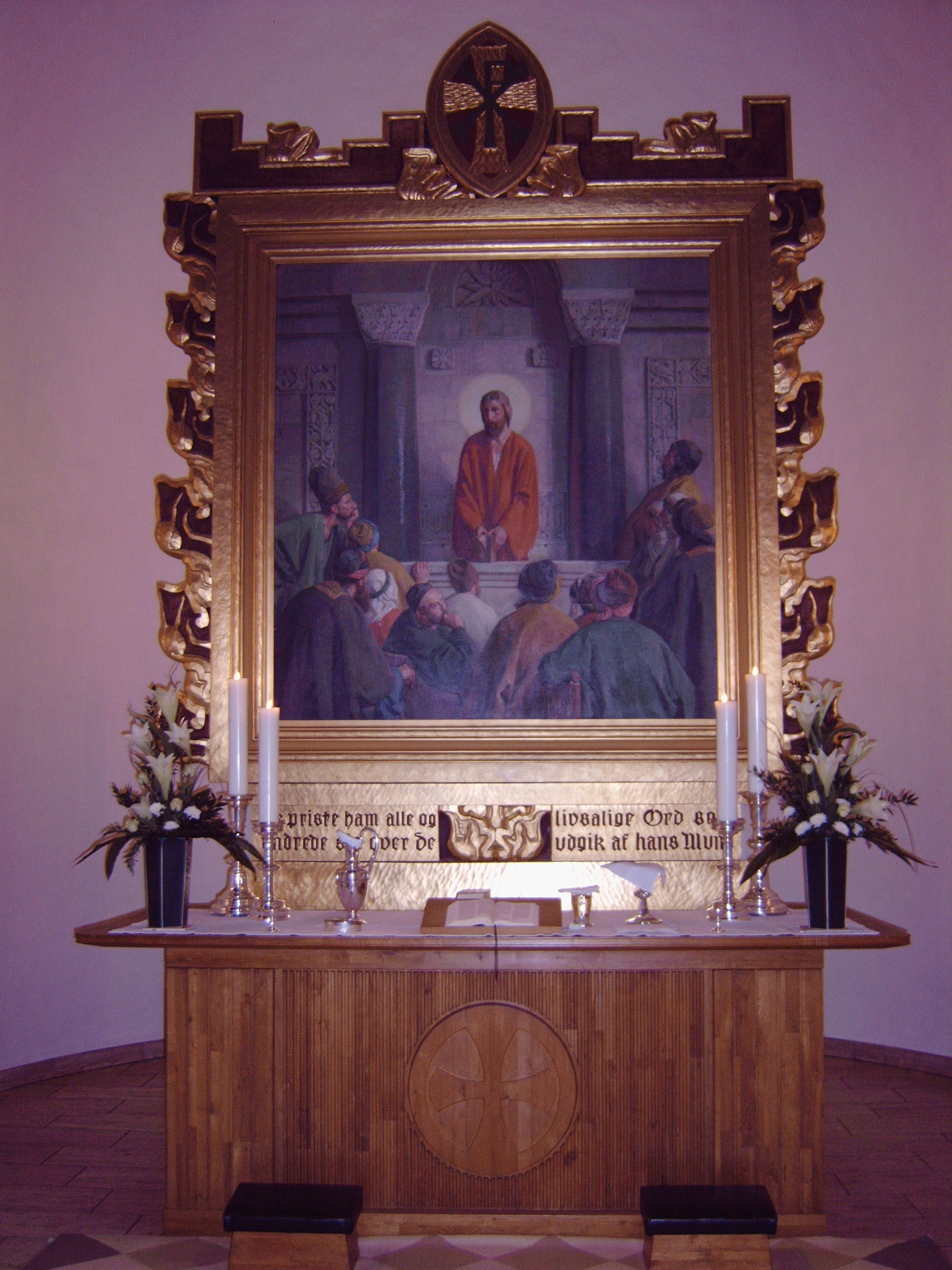
Ołtarz Skovgaarda
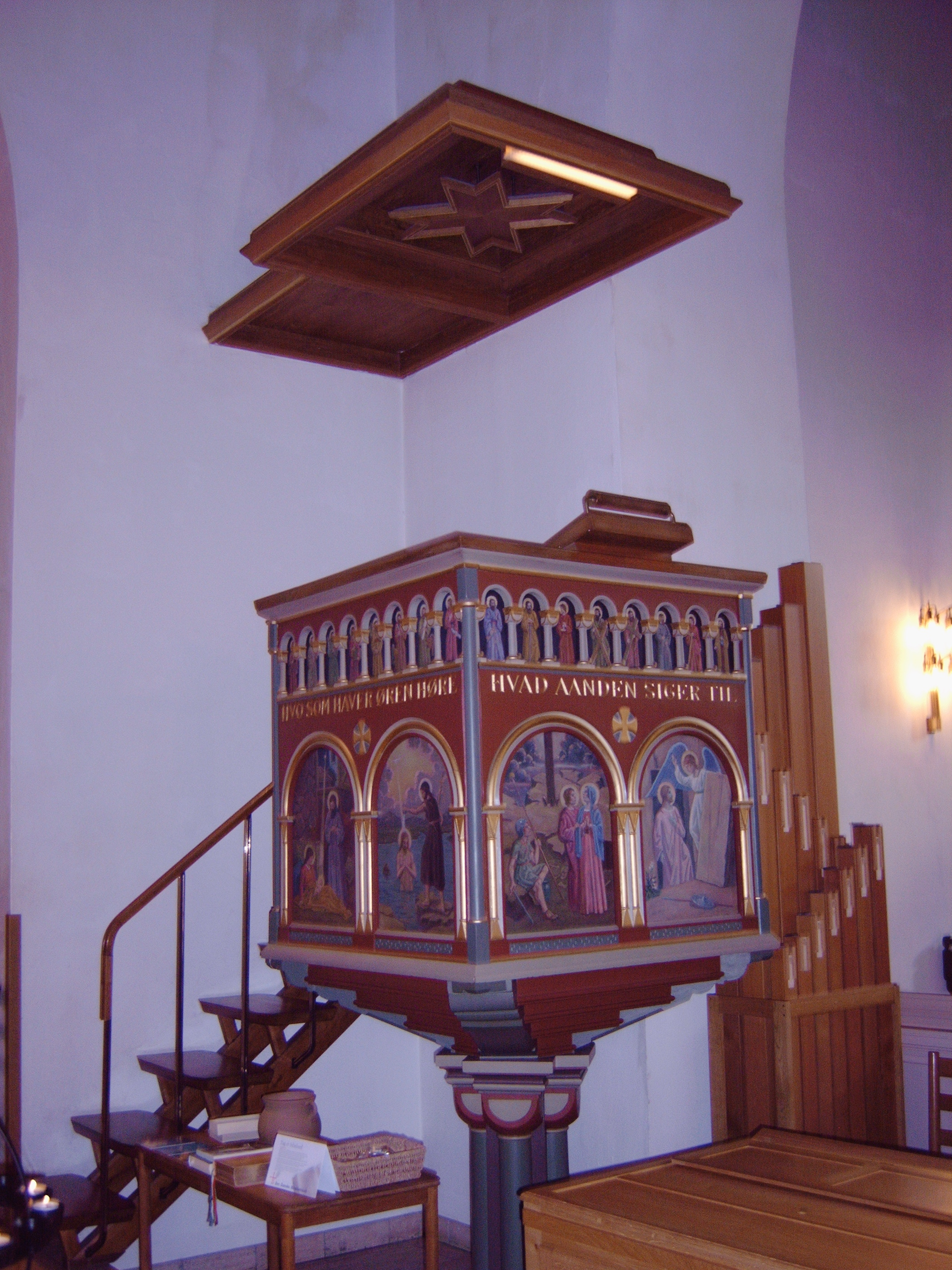
Ambona
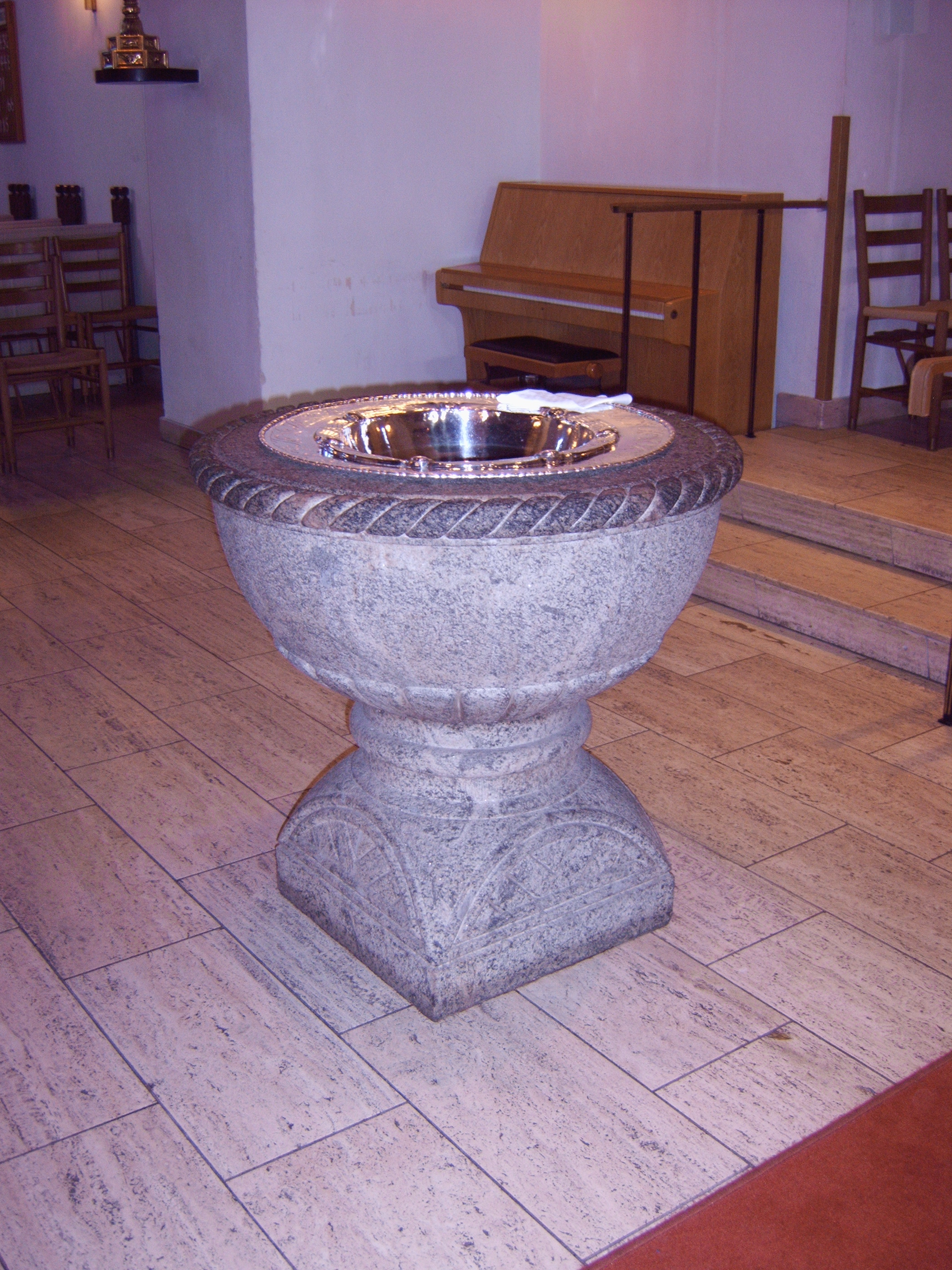
Chrzcielnica